# The Album (ABBA)
The Album is een album uit 1977 van de Zweedse band ABBA. Het was het vijfde album van de groep. De nummers werden geschreven door Benny en Björn. Voor de nummers "The Name Of The Game", "Move On" en "I Wonder" was ook Stig Anderson schrijver.

## Nummers

### A-kant
1. "Eagle" (5:51)
2. "Take a Chance On Me" (4:05)
3. "One Man, One Woman" (4:25)
4. "The Name of the Game" (4:54)

### B-kant
1. "Move On" (4:42)
2. "Hole In Your Soul" (3:41)
3. Drie scènes van de mini-musical - "The Girl with the Golden Hair"
  1. "Thank You For the Music" (3:45)
  2. "I Wonder (Departure)" (4:33)
  3. "I'm a Marionette" (3:54)